# Pajala landskommun
Pajala landskommun var en tidigare kommun i Norrbottens län.

## Administrativ historik
Pajala landskommun inrättades den 1 januari 1863 i Pajala socken i Norrbotten när 1862 års kommunalförordningar trädde i kraft. Ur denna bröts den 3 juni 1870 en del av den för att bilda Korpilombolo landskommun, 1885 utbröts Tärendö landskommun och 1914 Junosuando landskommun ut.
Kommunreformen 1952 påverkade inte indelningarna i området, då varken Västerbottens eller Norrbottens län berördes av reformen.
Den 1 januari 1971 bildade Pajala tillsammans med Junosuando, Korpilombolo och Tärendö, den nuvarande Pajala kommun.

### Kyrklig tillhörighet
I kyrkligt hänseende hörde kommunen till församlingarna Pajala (från 1948 uppdelad i två kyrkobokföringsdistrikt, Pajala kbfd och Kaunisvaara kbfd) och Muonionalusta.

## Kommunvapnet
Blasonering: Sköld: av en vågskura delad i silver och grönt, vari tre bysantiner av silver, två och en ställda.
Detta vapen fastställdes av Kungl. Maj:t den 5 december 1947. Vapnet förs idag av den nuvarande Pajala kommun. Se artikeln om Pajala kommunvapen för mer information.

## Geografi

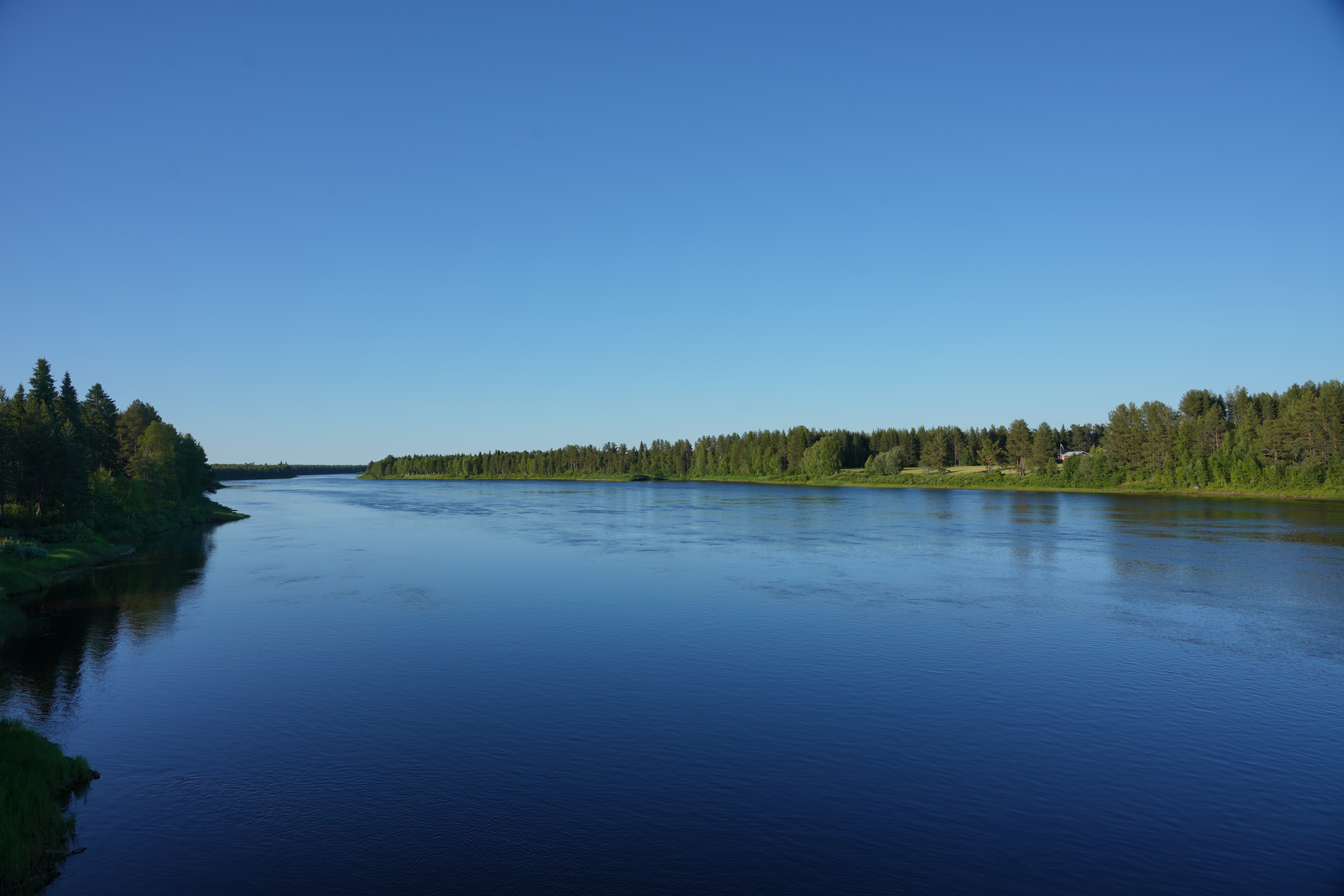
Vy över Muonioälven med Finland (Kolari kommun) till höger och Sverige (Pajala kommun) till vänster.

Pajala landskommun omfattade den 1 januari 1952 en areal av 3 615,25 km², varav 3 512,60 km² land.

### Tätorter i kommunen 1960
| Tätort        | Folkmängd |
| ------------- | --------- |
| Pajala        | 1 407     |
| Parkalompolo  | 280       |
| Muodoslompolo | 277       |
| Kaunisvaara   | 269       |

Tätortsgraden i kommunen var den 1 november 1960 34,7 procent.

## Näringsliv
Vid folkräkningen den 31 december 1950 var huvudnäringen för kommunens befolkning uppdelad på följande sätt:
- 61,3 procent av befolkningen levde av jordbruk med binäringar
- 18,7 procent av industri och hantverk
- 6,6 procent av offentliga tjänster m.m.
- 5,3 procent av handel
- 3,4 procent av samfärdsel
- 0,6 procent av husligt arbete
- 0,1 procent av gruvbrytning
- 4,1 procent av ospecificerad verksamhet.

Av den förvärvsarbetande befolkningen jobbade 39,0 procent med jordbruk och boskapsskötsel, 23,7 procent med skogsbruk och 9,6 procent med byggnadsverksamhet. Endast 7 av förvärvsarbetarna (0,3 procent) hade sin arbetsplats utanför kommunen.

## Politik

### Mandatfördelning i valen 1938-1966
| 6 | 6 | 9 |

| 21 |

| 6 | 7 | 8 |

| 20 |

| 11 | 10 | 4 | 5 |

| 29 |

| 9 | 10 | 4 | 2 | 5 |

| 28 |

| 8 | 12 | 2 | 2 | 6 |

| 29 |

| 9 | 12 | 3 |  | 5 |

| 30 |

| 9 | 13 | 3 |  | 4 |

| 29 |

| 9 | 11 | 6 | 4 |

| 27 |

### Fotnoter
1. ↑  Per Andersson: Sveriges kommunindelning 1863-1993, Draking, Mjölby 1993, ISBN 91-87784-05-X, s. 100
2. 1 2   (PDF) Folkräkningen den 31 december 1950, I, Areal och folkmängd inom särskilda förvaltningsområden m.m., Tätorter. Stockholm: Statistiska centralbyrån. 1952-05-19. sid. 6* & 121. Arkiverad från originalet den 1 oktober 2014. https://www.webcitation.org/6T09ZkyrB?url=http://www.scb.se/Grupp/Hitta_statistik/Historisk_statistik/_Dokument/SOS/Folkrakningen_1950_1.pdf. Läst 9 oktober 2014 Arkiverad 29 oktober 2013 hämtat från the Wayback Machine.
3. ↑  ”Svenska Heraldiska Föreningens vapendatabas”. Arkiverad från originalet den 18 oktober 2012. https://web.archive.org/web/20121018011750/http://databas.heraldik.se/index.php. Läst 4 april 2011.
4. ↑   (PDF) Folkräkningen den 1 november 1960, II, Folkmängd inom tätorter efter kön, ålder och civilstånd.. Stockholm: Statistiska centralbyrån. 1961-10-31. sid. 33. Arkiverad från originalet den 29 juni 2015. https://www.webcitation.org/6ZeEB9Ija?url=http://www.scb.se/Grupp/Hitta_statistik/Historisk_statistik/_Dokument/SOS/Folkrakningen_1960_02.pdf. Läst 30 juni 2015 Arkiverad 24 september 2015 hämtat från the Wayback Machine.
5. 1 2   (PDF) Folkräkningen den 31 december 1950, IV, Totala räkningen: folkmängden efter yrke i kommuner, församlingar och tätorter. Stockholm: Statistiska centralbyrån. 1954-10-08. sid. 188-189. Arkiverad från originalet den 30 juni 2015. https://www.webcitation.org/6Zfas4HUP?url=http://www.scb.se/Grupp/Hitta_statistik/Historisk_statistik/_Dokument/SOS/Folkrakningen_1950_4.pdf. Läst 30 juni 2015 Arkiverad 24 september 2015 hämtat från the Wayback Machine.